# Moindou

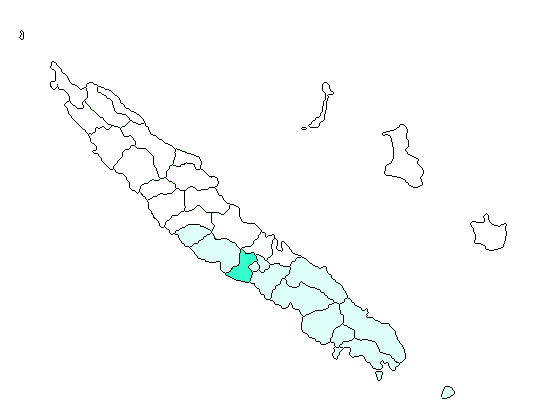
Situació de Moindou

Moindou és un municipi francès, situat a la col·lectivitat d'ultramar de Nova Caledònia. El 2009 tenia 704 habitants.

## Evolució demogràfica
| Població de Moindou (1956-2009) | Població de Moindou (1956-2009) | Població de Moindou (1956-2009) | Població de Moindou (1956-2009) | Població de Moindou (1956-2009) | Població de Moindou (1956-2009) | Població de Moindou (1956-2009) | Població de Moindou (1956-2009) | Població de Moindou (1956-2009) | Població de Moindou (1956-2009) |
| ------------------------------- | ------------------------------- | ------------------------------- | ------------------------------- | ------------------------------- | ------------------------------- | ------------------------------- | ------------------------------- | ------------------------------- | ------------------------------- |
| Població                        | 272                             | 392                             | 291                             | 387                             | 378                             | 461                             | 568                             | 602                             | 704                             |
| Any                             | 1956                            | 1963                            | 1969                            | 1976                            | 1983                            | 1989                            | 1996                            | 2004                            | 2009                            |

## Composició ètnica
- Europeus 31,7%
- Canacs 60,9%
- Polinèsics 3,7%
- Altres, 3,7%

## Administració
| Període   | Identitat             | Partit             |
| --------- | --------------------- | ------------------ |
| 1971-2001 | Justin Monawa         | MLC, després RPCR  |
| 2001-2008 | François Burck        | FCCI               |
| 2008-     | Léon-Joseph Peyronnet | Calédonie ensemble |